# Aeroportul Bathpalathang
Aeroportul Bathpalathang (IATA: BUT, ICAO: VQBT) este un aeroport din Bhumthang, Bhutan ce deservește zona Jakar.
Situat la o altitudine de 2.580 m, aeroportul dispune de o singură pistă.